# Noel Pointer
Noel Pointer (Brooklyn (New York), 26 december 1954 – aldaar, 19 december 1994) was een Amerikaanse jazzviolist en platenproducent.

## Biografie
Pointer maakte zijn solodebuut op 13-jarige leeftijd met Antonio Vivaldi met de Symphony of the New World, gevolgd door gastsolo-optredens met het Chicago Chamber Orchestra en het Detroit Symphony Orchestra. Hij begon met het spelen van jazz op de viool toen hij studeerde aan The High School of Music and Art in New York. Tijdens zijn studie aan de Manhattan School of Music verwierf Pointer een reputatie als sessiemuzikant. Op 19-jarige leeftijd omvatte zijn ervaring als freelancemuzikant het Apollo Theatre Orchestra, het Love Unlimited Orchestra, het Westbury Music Fair Orchestra, de Radio City Music Hall Symphony, het Love Unlimited Orchestra (US Tour), het Dance Theatre of Harlem Orchestra, de Symphony of the New World en de pitorkesten van verschillende Broadway-shows, waaronder Guys & Dolls en Dreamgirls.
Van 1977 tot 1981 nam Pointer zeven soloalbums op, waarvan er vier de top vijf van jazzalbums bereikten in de Billboard jazzhitlijsten. Zijn debuutalbum Phantazia werd platina en won de #1 New Male Jazz Act-prijs in het tijdschrift Record World. Hij was gastsolist op Mercy, Mercy, Me (The Ecology) van Milira en The Tracks of My Tears van Dianne Reeves. Zijn albums All My Reasons (1981) en Direct Hit (1982) werden genomineerd voor Grammy Awards. Hij schreef ook muziek voor de Joyce Trisler Danscompany en het Inner City Ensemble Theatre and Dance Company. Pointer ontving speciale citaten van het Amerikaans Congres, de US Congressional Black Caucus en het African National Congress (ANC). Hij diende als muziekadviserend panellid voor de National Endowment for the Arts (NEA) en het United States Information Agency (USIA) en was een van de jongste mensen die deze functies bekleedde. In 1992 richtte hij de National Movement for the Preservation of the Sacred African Burial Grounds of New York City op. In 1993 bracht hij Never Lose Your Heart uit, wat zijn laatste album zou zijn.

## Overlijden
Noel Pointer overleed in december 1994 op bijna 40-jarige leeftijd aan een beroerte.

## Discografie

### Albums
- 1977: Phantazia
- 1978: Hold On
- 1979: Feel It
- 1980: Calling
- 1981: All My Reasons
- 1982: Direct Hit
- 1993: Never Lose Your Heart

### Singles
- 1977: Living for the City
- 1978: Stardust Lady
- 1979: For You (A Disco Concerto) Part 1 / For You (A Disco Concerto) Part 2
- 1981: Classy Lady
- 1981: All the Reasons Why (Vrijgegeven in de Filipijnen)
- 1981: East St. Louie Melody (Vrijgegeven in de Filipijnen)
- 1982: Direct Hit

- Bibliothèque nationale de France: cb14216679n (data)
- Gemeinsame Normdatei: 134761278
- International Standard Name Identifier: 0000 0000 5519 486X
- Library of Congress Control Number: n94085792
- MusicBrainz: 7cf8a532-02e8-4d90-af31-59c4a90d098f
- Virtual International Authority File: 71604154
- WorldCat: E39PBJtMjypBMg6phHtm7kcByd